# JOD 35
Le JOD 35 (pour Jeanneau One Design - 35 pieds) est une classe de voilier sportif dessinée par Daniel Andrieu et construite par Jeanneau. Lancé en 1990, le JOD 35 est le voilier monotype emblématique de la décennie 1990, équipant notamment le Tour de France à la voile.

## Historique
Le Jeanneau One Design 35, plus connu sous l'appellation JOD 35, est un croiseur de 10,60 mètres, présenté au Salon nautique de Paris en décembre 1990, et construit en série par le chantier Jeanneau depuis 1991, sur les plans de l'architecte naval Daniel Andrieu. 
Plus de deux cent cinquante bateaux naviguent en Europe au cours des années 2000. C'est un bateau habitable, marin, sportif et rapide, choisi pour le Tour de France à la voile entre 1992 et 1998.
L'équipage en régate est de 7 personnes, le poids total ne devant pas dépasser 532 kg.